# Hayward Field
Hayward Field is een American football- en atletiekstadion in Eugene, Oregon, Verenigde Staten. Het stadion heeft na de renovatie van 2020 een capaciteit van 12.650 vaste zitplaatsen, uitbreidbaar tot 25.000 plaatsen.

## Geschiedenis
Het stadion werd geopend in 1919 en is eigendom van de Universiteit van Oregon. Het staat bekend als het Amerikaanse centrum van de atletieksport. Jaarlijks vindt hier sinds 1975 de Prefontaine Classic plaats, ooit onderdeel van de IAAF Grand Prix, sinds 2010 onderdeel van de Diamond League van World Athletics. 
De atletiekbaan werd laat in de zomer van 1969 verbreed tot acht loopbanen en dat najaar aangepast met een all-weather ondergrond. De eerste synthetische baan werd aangelegd met Pro-Turf, een geelkleurig composiet van urethaan en zand uit de bedding van de Columbia River op een asfaltondergrond dat leidde tot een hard en snel oppervlak; het produceerde vele wereldrecords en verwierf een reputatie als een van 's werelds snellere circuits. De baan was harder en gladder dan het veelal gebruikte Tartan. Door de lichte kleur, was een heraanleg met hetzelfde materiaal nodig in 1976.
De westelijke tribune uit 1925, met een dak uit 1938, vervallen en in onbruik geraakt, werd gesloopt in 1973 en in 1975 vervangen door nieuwbouw. De financiering gebeurde door de organisatie in 1973 en 1974 van de Hayward Field Restoration Meet, in 1975 herdoopt tot Prefontaine Classic.
Mary Decker behaalde op de meeting op 5 juni 1982 het wereldrecord op de 5.000 meter, een record dat twee jaar zou standhouden.
De lengte van de atletiekbaan werd in de zomer van 1987 omgezet naar het metrische stelsel, waarbij de rondelengte veranderde van 440 yards (402.336 m) naar 400 meter, een reductie van 2,336 m. De geometrie van de baan werd gewijzigd in de internationale configuratie, met kortere rechte stukken en langere bochten. Deze verbreding van het infield vereiste de verplaatsing van de 90 m brede, 500 ton zware oosttribune, die in maart 1987 werd getild en 10,91 m naar het oosten werd verplaatst. Na de hertekening van de atletiekbaan werd het oppervlak terug aangelegd, opnieuw met Pro-Turf, maar met aangepaste eigenschappen, waaronder een getextureerde toplaag, een roodachtige kleur en een negende baan. Daarnaast werd een opwarmbaan van 200 m toegevoegd ten zuidwesten van de hoofdbaan, samen met een nieuw kogelslingergedeelte en een gewichtsruimte. In 1991 werd een state-of-the-art scorebord toegevoegd, dat onofficiële tijden en plaatsingen van concurrenten slechts enkele seconden na voltooiing van de race gaf. 
Het oorspronkelijk stadion werd een tweede maal gerenoveerd in 2004. In 2018 werd het stadion gesloopt en tussen 2018 en 2020 op dezelfde plek herbouwd. Het nieuwe stadion werd gefinancierd door de filantropische gemeenschap van de Universiteit van Oregon, met als hoofdsponsor alumnus Phil Knight, medeoprichter, voormalig CEO en voormalig voorzitter van Nike.
De nog geldende wereldrecords op de 25.000 en 30.000 meter van Moses Mosop, werden op 3 juni 2011 op Hayward Field behaald. Hordeloopster Sydney McLaughlin verbeterde op 25 juni 2022 nogmaals haar wereldrecord 400 meter horden tot 51,41.  Een wereldrecord dat ze, ook in Eugene, eerst haalde met een tijd van 51,90 op 27 juni 2021 en op 4 augustus 2021 verbeterde op de Olympische Spelen van 2020 in Tokio tot 51,46.
In 2022 worden de wereldkampioenschappen atletiek in het stadion gehouden.